# 朱鼐鉉
代定王朱鼐鉉（1557年—1594年），明朝第七代代王，恭王朱廷埼的庶第一子。他在嘉靖三十六年（1557年）受封太平王。
初時，朱鼐鉉以其父沒有嫡子，以為自己一定可以承襲代王，就胡作非為。直到嫡四弟朱鼐？出生後，朱鼐鉉為確保自己能承襲代王，他就每天詛咒四弟，希望四弟早死，結果四弟真的死去。朝廷得知後，決定削減朱鼐鉉的俸祿，但後來朱鼐鉉也在萬曆九年（1581年）襲封代王。
他在位十三年。萬曆二十二年（1594年）朱鼐鉉去世，無子，兩年後其弟新寧王朱鼐鈞就嗣位。
| 無 原因：明政府封之   | 明太平國國王 1557年－1581年 | 無 原因：襲封代國，封國廢除 |
| 前任者： 父恭王朱廷埼 | 明代國國王 1581年－1594年   | 繼任： 弟康王朱鼐鈞         |